# Adenia cordifolia
Adenia cordifolia là một loài thực vật có hoa trong họ Lạc tiên. Loài này được (Blume) Engl. mô tả khoa học đầu tiên năm 1891.